# Taffelbjerg
Et taffelbjerg eller en mesa (Spansk for "bord") er et fritliggende bjerg med en flad top.
Siderne er oftest relativt stejle. Formationen ligner med lidt god vilje et bord. Et stort taffelbjerg kaldes et plateau.
Et kendt taffelbjerg er Taffelbjerget ved Kapstaden.
| Bjerg | Spire Denne artikel om et bjerg eller en bjergkæde er en spire som bør udbygges. Du er velkommen til at hjælpe Wikipedia ved at udvide den. |